# 802.16 (Wimax)
IEEE 802.16a (poznan tudi pod imenom WirelessMAN - angleško Wireless Metropolitan Area Network) je standard, ki je namenjen za zadostitev potreb pri gradnji brezžičnih omrežij. Je izboljšava prejšnjega standarda IEEE 802.16, ki je zaradi visokih frekvenc neuporaben. 
IEEE 802.16a uporablja frekvenčni pas od 2 do 11 GHz ter omogoča komunikacijo, tudi če se oddajnik in sprejemnik ne »vidita« (NLOS – Non Line Of Sight). Zaradi tega je tehnologija primerna za povezavo končnega uporabnika v širokopasovno omrežje. Najpogostejša izvedba 802.16a je sestavljena iz bazne postaje, pritrjene na stavbo ali stolp, ki komunicira z naročniškimi postajami (poslovni in domači uporabniki) po načelu točka–več točk (Point-to-MultiPoint). 802.16a ima domet do 50 km, s tipično celico obsega 6–10 km. Hitrost, ki jo tehnologija 802.16a omogoča, je do 75 Mb/s na posameznem kanalu pri širini kanala 14 MHz. 
Standardi se razvijajo pod okriljem neprofitne organizacije WiMAX, ki so jo ustanovili vodilnih proizvajalci komunikacijske opreme in sestavnih delov, kot so Intel, Nokia, Proxim, Airspan Networks, Alvarion, Aperto Networks, Ensemble Communications in Wi-LAN.